# Herinneringen en gros
Herinneringen en gros (Engels: We Can Remember It for You Wholesale) is een kort sciencefictionverhaal van de Amerikaanse auteur Philip K. Dick. De eerste publicatie dateert uit april 1966 in The Magazine of Fantasy & Science Fiction. Het korte verhaal werd als basis gebruikt voor de film Total Recall uit 1990. De film Total Recall uit 2012 bevat elementen uit het verhaal.

## Verhaal
Het verhaal speelt zich ergens in de toekomst af, als mensen nederzettingen hebben op de maan en de planeet Mars. Op aarde leeft Douglas Quail ergens in Chicago. Hij is klerk van beroep. Hij wil op vakantie naar Mars, maar dat is ver buiten zijn budget. Zijn vrouw Kirsten praat dit idee steeds uit zijn hoofd, omdat ze zelf graag op reis wil naar de oceaanbodem.
Op een dag maakt Douglas een afspraak bij Rekal: een bedrijf dat valse herinneringen in het geheugen plant. Rekal belooft dat Douglas later alles "als echt" zal ervaren. Daarom voorzien zij ook "valse bewijzen" zoals tickets naar Mars, foto's en filmpjes die hij nam met een gehuurde camera, postkaarten, en dergelijke. Het feit dat hij bij Rekal was om deze herinnering in te planten, zal worden gewist. Indien later blijkt dat Rekal niet voldoet aan deze voorwaarden, krijgt Douglas een volledige terugbetaling. Douglas bestelt "een reis van twee weken op Mars". Hij betaalt ook voor een extra optie: hij werkt daar als geheim agent voor Interplan. Dit kan enkel maar geïmplementeerd worden op voorwaarde dat Douglas nooit eerder op Mars was en dat hij nooit geheim agent was.
Terwijl Douglas onder sedatie wordt gebracht met een stof omschreven als Narkidrine, herinnert hij zich plots dat hij al eerder op Mars was. Blijkbaar wekt de Narkidrine ook herinneringen op waarover hij geen weet meer had. Daarop verliest hij het bewustzijn. Dit incident is bij Rekal niet onopgemerkt gebleven en zij verdenken de overheid ervan Douglas' geheugen al eens eerder te hebben gewist. Daarom wordt de sessie gestopt.
Niet veel later zit Douglas in een taxi op weg naar huis. Hij herinnert zich vaag de kraters van Mars en hoe de zuurstofvoorziening werkte. Hij heeft daar gezocht naar Martiaanse planten en wormen die hij in een doosje heeft opgeborgen en zo mee smokkelde naar de Aarde. Deze fauna en flora stierven al zodra hij terug op aarde was. Wanneer hij het doosje uit zijn binnenzak wil halen, vindt hij enkel een enveloppe met een gedeeltelijke terugbetaling van Rekal gedateerd op de huidige dag. Daarop gaat hij naar Rekal. Hij eist een volledige terugbetaling omdat hij niet de beloofde reis heeft gekregen, de herinnering slechts vaag is, de beloofde attributen niet heeft ontvangen en zich alles van Rekal nog herinnert. Uit vrees dat Douglas een klacht indient, geeft men hem de volledige som terug.
Eenmaal thuis vindt Douglas in een lade het doosje met Martiaanse planten en wormen. Douglas begint nu echt te twijfelen of hij al dan niet op Mars is geweest. Hij stelt de vraag aan Kirstin, maar beseft dat haar geheugen mogelijk ook werd gemodificeerd. Kirstin vreest dat Douglas een psychose nabij is en verlaat hem.
Plots houdt een man van Interplan Douglas onder schot. Douglas meent de man te herkennen. De agent zegt dat Douglas zes maanden geleden effectief op Mars was. Omwille van zijn daden aldaar was Interplan genoodzaakt om zijn geheugen te modificeren. Sindsdien volgt Interplan Douglas volledig: al zijn gedachten en acties zijn gekend via een zendertje in zijn hoofd. Interplan wist echter niets af van het gesmokkelde doosje tot wanneer Douglas hier aan dacht in de taxi. Daarom spoedde Interplan zich naar het huis van Douglas om dit doosje te verduisteren, maar ze zijn te laat.
Douglas herinnert zich een training "geheim agent" en "huurmoordenaar" gevolgd te hebben bij Interplan. Daarna is hij naar Mars gereisd om de Martiaanse leider te doden. Nu Douglas alles terug weet, tracht de agent hem te doden. Douglas kan ontsnappen, maar weet dat Interplan hem makkelijk kan vinden via de zender. Plots beseft Douglas dat hij via de zender kan communiceren met Interplan. Omdat zij hem willen doden, vraagt Douglas of het mogelijk is om zijn geheugen alweer te modificeren zodat hij zich van dit alles niets meer herinnert. Interplan twijfelt omdat ze vrezen dat "de nieuwe Douglas" vroeg of laat naar Rekal gaat en dit alles alweer bovenkomt. Uiteindelijk vinden ze een oplossing: "de nieuwe Douglas" moet al iets fantastisch hebben meegemaakt waardoor er geen reden is om later valse herinneringen te laten inplanten. Samen gaan ze naar Rekal en beslissen om een kinderdroom werkelijkheid te laten worden: "toen hij negen jaar oud was, heeft hij de aarde kunnen redden van een invasie van buitenaardse wezens. Douglas kon met hen communiceren via telepathie". Het probleem is dat er nooit een invasie is geweest en dat enkel Douglas zich dit zal herinneren. Om alles geloofwaardig te houden, zal Rekal voor de nodige valse bewijzen zorgen zoals een rol met daarop een beschrijving vanwaar de wezens komen. Dit wordt gemaakt in een onleesbaar schrift, maar omdat de wezens dit hebben voorgelezen, weet Quail wat er op staat.
Alles wordt in gereedheid gebracht en Douglas wordt ingespoten met de Narkadrine. Plots duikt alweer een probleem op. Blijkbaar was de kinderdroom van Douglas realiteit en heeft hij inderdaad deze invasie kunnen tegenhouden. Douglas mocht zich van de ruimtewezens de gebeurtenis niet meer herinneren. Daarnaast zullen de ruimtewezens de aarde terug aanvallen als iemand Douglas zou doden. Vandaar dat Douglas deze herinnering sindsdien ervoer als zijnde een droom. Doch, er zijn bewijzen: hij is in het bezit van een mantel die hem onzichtbaar maakt. Dankzij die mantel kon hij de Martiaanse leider doden.

## Nederlands
Het verhaal verscheen in 1969 in de reeks Spectrum Prisma SF "Science fiction-verhalen" onder de titel Herinneringen en gros. Dat boek beleefde nog een tweede druk, maar daarna verdween het van het toneel. Pas in 2002 werd het verhaal weer uitgegeven onder dezelfde titel in een verhalenbundel uitgegeven door Luitingh-Sijthoff.